# الصمم في ألمانيا
من بين أكثر من ٨٤ مليون نسمة يعيشون في ألمانيا، يُقدّر أن هناك حوالي ٢٣٥,٠٠٠ شخص من فئة "الصم أو ضعاف السمع". تتمتع ألمانيا بتاريخ غني فيما يتعلق بحقوق الصم وتعليمهم، حيث تأسست أول مدرسة للصم في عام ١٧٧٨.
وتُعد لغة الإشارة الألمانية لغة غنية وتحظى بالحماية القانونية، مثل اتفاقية حقوق الأشخاص ذوي الإعاقة التابعة للأمم المتحدة، والتي صدّقت عليها ألمانيا في عام ٢٠٠٩. بشكل عام، يتمتع الأشخاص الصم وضعاف السمع بالعديد من الحقوق التي تكفلها الحكومة، إلا أن هناك توجّهًا واضحًا نحو دفع الآباء لاستخدام الأجهزة والمعينات السمعية وزراعة القوقعة للأطفال المشخّصين، في حين يُنظر إلى تعلّم لغة الإشارة على أنه أمر ثانوي. كما أنه من غير الواضح حاليًا مدى ممارسة هذه الحقوق فعليًا أو المطالبة بها.
أما في ما يتعلق بالرعاية الصحية، فيبدو أن العديد من الألمان الصم مترددون في طلب الرعاية الطبية خوفًا من صعوبات التواصل، وهو ما يؤثر سلبًا على المجتمع ككل، إذ يؤدي إلى انخفاض مستوى الوعي الصحي وارتفاع معدلات التفاوتات الصحية، سواء الجسدية أو النفسية.

## الحقوق الإنسانية والمدنية للأشخاص الصم وضعاف السمع في ألمانيا

### اتفاقية الأمم المتحدة لحقوق الأشخاص ذوي الإعاقة وتقارير الدولة الطرف: ألمانيا
تهدف اتفاقية الأمم المتحدة لحقوق الأشخاص ذوي الإعاقة إلى حماية حقوق الأشخاص الصم وضعاف السمع. وقد صادقت ألمانيا على الاتفاقية في عام ٢٠٠٩، كما صادقت أيضًا على البروتوكول الاختياري في العام نفسه، وبناءً عليه، يتوجب عليها تقديم تقارير منتظمة عن حالة حقوق الأشخاص ذوي الإعاقة في البلاد. نُشر التقرير الوطني الأول لألمانيا في عام ٢٠١١، بينما نُشر التقرير الوطني المشترك الثاني والثالث في عام ٢٠١٩. ولم تُذكر أي منظمات غير حكومية كمساهمين في إعداد هذه التقارير.
بينما تحمي اتفاقية حقوق الأشخاص ذوي الإعاقة التابعة للأمم المتحدة حقوق جميع الأشخاص ذوي الإعاقة بشكل عام، فإن الاتحاد العالمي للصم يقرّ بالمواضيع التالية بوصفها ذات أهمية خاصة لمجتمع الصم وصِغار السمع:

#### ثقافة الصم وحقوقهم
فيما يتعلق بحقوق لغة الإشارة، توضح التقارير الرسمية لألمانيا كدولة طرف أن من ضمن جهود تعزيز التواصل، يتم الاعتراف بالأفلام التي تستخدم لغة الإشارة على أنها ذات فائدة، كما أن الأشخاص من فئة الصم وضعاف السمع لديهم الحق في التواصل مع الجهات الحكومية بلغة الإشارة الألمانية أو بأي وسيلة أخرى، دون أن يتحملوا بأنفسهم تكاليف المترجمين أو التكنولوجيا المساعدة. كما تؤكد هذه التقارير أن لغة الإشارة الألمانية معترف بها كلغة قائمة بذاتها، وللأشخاص الصم الحق في استخدامها في التواصل أمام الجهات الحكومية.
ويُعتبر هذا جزءًا من دعم ثقافة الصم والهوية اللغوية، حيث تُشجّع خدمات البث على توفير الترجمة المكتوبة أو الترجمة بلغة الإشارة. فعلى سبيل المثال، ينصّ قانون بعنوان "قانون دعم الأفلام" على توفير ترجمة مفصّلة للأفلام السينمائية، وخصوصًا لمن يحضرون العروض في دور السينما. وفي دراسة أُجريت عام ٢٠٠٩ من قبل معهد دعم الأفلام، وُجد أن ٨٤٪ من دور السينما كانت مهيّأة لاستقبال ذوي الإعاقة، و٦٪ فقط منها كانت قادرة على توفير أجهزة سمعية مساعدة لمن يحتاجون إليها.

#### التعليم، والتوظيف، وإمكانية الوصول
في التقرير الأول، وكذلك في التقريرين الثاني والثالث الموحّدين، لا يوجد ذكر لأي خطوات محددة أُخذت لدمج تعليم لغة الإشارة الألمانية في المدارس. ومع ذلك، ومن أجل دعم التعلّم مدى الحياة، تم اقتراح مشروع بعنوان "ضعف السمع وإمكانية الوصول" يهدف إلى توفير المزيد من فرص العمل للأشخاص من فئة الصم وضعاف السمع وحمايتهم من فقدان وظائفهم. ومن أجل تقليل القيود على دخول سوق العمل، يجري تطوير أطر تشجّع على إمكانية الوصول وتعلّم المهارات القابلة للنقل مدى الحياة.
وقد ذُكرت ولاية براندنبورغ كمثال على إحدى الولايات التي تعمل على مشروع بعنوان "الانتقال من المدرسة إلى العمل"، والذي يهدف إلى تسهيل دخول الأشخاص ذوي الإعاقة إلى سوق العمل، مع تركيز خاص على المهارات الشخصية لتسهيل عملية الانتقال.
كما توسّع التقرير في الحديث عن حقوق إمكانية الوصول، وخصوصًا في قاعات المحاكم، حيث يتم توفير مترجم أو تقنيات مساعدة. وهناك أيضًا عدد من المشاريع البحثية العامة غير المحددة التي يتم العمل عليها والمتعلقة بالأشخاص الصم وضعاف السمع. بالإضافة إلى ذلك، هناك نية لإنشاء خدمة تتيح للذين يعانون من ضعف السمع أو الصمم إمكانية الوصول إلى خدمات الاتصالات من خلال الترجمة التقنية، وقد تم تضمين هذه المبادرة ضمن أحد بنود قانون الاتصالات.
وأخيرًا، فيما يتعلق بتعزيز المشاركة المتساوية، فقد أُشير إلى أنه يتم توفير خدمات تضخيم الصوت في السكك الحديدية للأشخاص الذين يعانون من ضعف في السمع. كما يتم توفير فيديو تعريفي بلغة الإشارة الألمانية لمساعدة الأشخاص الصم على التنقل ضمن مراكز الاقتراع، وذلك في الانتخابات الفيدرالية والأوروبية.

## لغة الإشارة الألمانية

### نظرة عامة على لغة الإشارة الألمانية
اعتبارًا من ٦ شباط ٢٠٢٥، تُعد لغة الإشارة الألمانية، المعروفة بالألمانية باسم Deutsche Gebärdensprache (DGS)، واحدة من لغات الإشارة القليلة التي تُعتبر أصيلة وخاصة بألمانيا فقط، بعيدًا عن اللهجات التي تُستخدم في مناطق مختلفة من ألمانيا. تُعتبر هذه اللغة لغة مجتمع الصم، أي أنها نشأت من تواصل الأشخاص الصم وضعاف السمع الذين اجتمعوا دون وجود لغة إشارة مشتركة سابقة. تم الاعتراف بلغة الإشارة الألمانية كلغة رسمية في عام ٢٠٠٢ بموجب قانون مساواة ذوي الإعاقة.
يُصنّف مستوى (مؤشر درجة تطوير اللغة) لغة الإشارة الألمانية عند ٥.٠، مما يدل على أن اللغة في طور التطور، وتتميز بأنها "لغة تُستخدم بقوة، ويوجد أدب مكتوب لها بشكل معياري يستخدمه بعض الناس، رغم أن استخدامها ليس واسع الانتشار أو مستدامًا بالكامل حتى الآن".
اعتبارًا من ٢٥ نيسان ٢٠٢٢، يُقدر أن عدد مستخدمي لغة الإشارة الألمانية يبلغ حوالي ٢٠٠,٠٠٠ شخص، منهم ٨٠,٠٠٠ صم.

### العلاقة بين اللغات
يُعزى إلى أن لغة الإشارة الإسرائيلية نشأت من لغة الإشارة الألمانية على يد اليهود الصم وضعاف السمع الذين فرّوا إلى إسرائيل خلال فترة الحكم النازي.

## الفحص والتدخل

### الفحص الشامل لسمع الأطفال حديثي الولادة
ابتداءً من عام ٢٠٠٨، اعتمدت ألمانيا برنامج الفحص الشامل لسمع الأطفال حديثي الولادة بشكل إلزامي. جميع الإحصاءات التالية مأخوذة من تقرير نُشر في عام ٢٠٢٠ حول حالة هذا البرنامج في مختلف الدول.
إحصاءات الفحص:
- يتم فحص ٩٦٪ من الأطفال حديثي الولادة.
- طرق الفحص: ٣٨٪ باستخدام OAE، ٤٢٪ باستخدام OAE-AABR، و٢٠٪ باستخدام AABR، مع إجراء الفحص في وحدات العناية المركزة لحديثي الولادة.
- يُحال ٥.٥٪ من الأطفال الذين تم فحصهم لمتابعة تشخيصية.
- مع ذلك، يتم فقدان ٢٠.٨٪ من هؤلاء الأطفال في متابعة الفحوصات اللاحقة.
- من بين كل ١,٠٠٠ طفل حديث الولادة، يُشخّص ٢.٧٪ بمستويات سمعية أحادية أو ثنائية الجانب، منها نسبة ٤٨-٦٣٪ تُشخّص بمستويات سمعية ثنائية الجانب.
- متوسط عمر الأطفال الذين خضعوا للفحص وتم تشخيصهم هو ٤ أشهر، ومتوسط عمر بدء العلاج هو ٥ أشهر.
- بالمقابل، للأطفال الذين لم يخضعوا للفحص، يكون متوسط عمر التشخيص ٢٥ شهرًا، ومتوسط بدء العلاج ٢٨ شهرًا.

### خدمات التدخل المبكر
تبدأ خدمات التدخل المبكر عادةً بعد تشخيص ضعف السمع من خلال فحص سمع حديثي الولادة، وتتفاوت هذه الخدمات بين استخدام المعينات السمعية، وزراعة القوقعة، أو دمج لغة الإشارة. يحصل الأطفال على المعينات السمعية شريطة أن يتبع مقدم الخدمة البروتوكولات المحددة. يُقدّر أن أكثر من نصف الأطفال الذين تم تشخيصهم يستخدمون زراعة القوقعة بعد مرحلة الولادة المبكرة، وهو معدل منخفض نسبيًا على المستوى العالمي مقارنة بدول مشابهة، ويُعزى هذا الاختلاف إلى "مشكلات في الاستشارات والدعم". يُشار إلى أن بداية العلاج تبلغ في المتوسط ٥ أشهر للأطفال الذين خضعوا للفحص، و٢٨ شهرًا للأطفال الذين لم يخضعوا له، وبالنسبة لغالبية الأطفال الصم، يتركز التدخل المبكر عادة على استخدام المعينات السمعية وزراعة القوقعة.

## الرعاية الصحية لمجتمع الصم وضعاف السمع

### التشريعات
يُدرَّب المهنيون في مجال الرعاية الصحية في ألمانيا وفقًا لمجموعة مهارات محددة مسبقًا وضعها "الأهداف الوطنية القائمة على الكفاءة لتعليم الطب الجامعي". الهدف العام من تدريب الطلاب فيما يتعلق بأعضاء مجتمع الصم وضعاف السمع هو تمكينهم من التكيف بسرعة ومرونة مع الاحتياجات الخاصة للمريض في الوقت الفعلي.
تم إقرار تشريعات إضافية، مثل القسم الثاني من المادة 17 من القانون الاجتماعي الأول، التي تنص على أن "الأشخاص ذوي الإعاقات السمعية والإعاقات النطقية، أثناء تلقيهم للمنافع الاجتماعية، وخصوصًا خلال الفحوصات والعلاجات الطبية، لهم الحق في التواصل بلغة الإشارة الألمانية، أو إشارات مدعومة بالنطق، أو باستخدام وسائل اتصال مناسبة أخرى". كما يُلزم مقدمو الخدمات الاجتماعية بتغطية تكاليف الترجمة أو غيرها من وسائل المساعدة على التواصل.
بالإضافة إلى ذلك، تمنح "لائحة المساعدة المتعلقة بالمرض والرعاية والولادة" الأشخاص ذوي ضعف السمع الحق في تغطية نفقات وسائل الاتصال عند الضرورة الطبية، وفي الإجراءات الإدارية الحق في استخدام وسائل الاتصال وفقًا للمادة 9 من قانون مساواة ذوي الإعاقة، وذلك عندما تكون الوسيلة الوحيدة لضمان تدفق المعلومات بين مقدم الخدمة والشخص المستحق.

### مشكلات التواصل
بشكل عام، يُقدّر عدد مستخدمي لغة الإشارة الألمانية بحوالي ٢٠٠,٠٠٠ شخص، بينما يوجد فقط ٥٠٠ مترجم لغة إشارة معتمد. أظهرت الأبحاث أن أكبر مشكلة تتعلق بالتواصل هي عدم معرفة الكثيرين بحقهم في الحصول على مترجم لغة إشارة يُقدّم لهم مجانًا. ومع ذلك، لوحظ أن الأشخاص ذوي التعليم العالي كانوا أكثر وعيًا بحقوقهم الشخصية.
بالإضافة إلى ذلك، وجد أن الأشخاص الصم الأصغر سنًا والأكثر اعتمادًا على أسرهم لديهم فهم أقل للقوانين وأقل قدرة على الاعتماد على أنفسهم، بينما كبار السن لم يكونوا على دراية بحقوقهم الشخصية، بل وحتى تم رفض طلباتهم في بعض الأحيان لبطء الكلام من أجل تسهيل قراءة الشفاه.
تستند المعلومات التالية إلى استبيان أُجري على ألمان صمّ، أبلغوا فيه عن تجاربهم الأخيرة مع الرعاية الصحية. وُجد أن ٣٢٪ من المرضى الصم كانوا راضين أو راضين جدًا عن زيارات الطبيب غير المخططة التي قاموا بها مؤخرًا. كما أفاد ٥٧٪ منهم بتجنبهم الكامل لزيارات الطبيب، حتى في حال ظهور أعراض، بغض النظر عن شدتها.
أكبر المخاوف التي أُبلغ عنها كانت عدم فهم المهنيين الصحيين لهم. وجاءت بعدها مخاوف أخرى شبيهة، منها: حواجز التواصل العامة، الاضطرار لبذل جهد كبير بسبب إعاقتهم الخاصة، والمخاوف العامة من سوء الفهم من قبل طبيبهم الخاص.
أفاد الغالبية العظمى بثقة منخفضة إلى متوسطة في قدرتهم على الحصول على رعاية صحية طارئة أو فورية بشكل جيد. وفي حالات الطوارئ، كان القلق الأبرز هو "الشعور بالعجز أو الاعتماد على الآخرين".
ومع ذلك، فقد تم استخدام الرسائل النصية ووسائل التواصل الاجتماعي وُجدت ناجحة في بعض المناطق المختارة للمساعدة في التواصل. بشكل عام، يُقر بضرورة تطوير حلول على مستوى الدولة لنشر مترجمي لغة الإشارة أو توفير كوادر طبية تجيد لغة الإشارة في حالات الطوارئ، حيث تعتمد الممارسات الطبية الحالية على التحدث ببطء والاعتماد على قراءة الشفاه.
تم تطوير مشروع في مستشفى روبرت بوش في شتوتغارت بعنوان "يدًا بيد. تحسين الرعاية الطبية للمرضى الصم"، يهدف إلى دعم وتحضير طاقم المستشفى لتقديم العلاج للأشخاص الصم.

### محو الأمية الصحية
وجد الاستطلاع ذاته المذكور سابقًا أن أفراد مجتمع الصم يحققون "درجات عالية في القراءة والكتابة، لكن منخفضة في قراءة الشفاه وفهم اللغة المنطوقة"، مع تحقيق الأشخاص الذين ولدوا صمًّا درجات أقل مقارنةً بمن فقدوا السمع بعد الولادة. وأفاد الأشخاص الذين لديهم زرعات قوقعة بتحقيق درجات أعلى بشكل عام من الذين لا يملكونها. بشكل عام، أبلغ الأشخاص ذوو المستوى التعليمي الأعلى والذين يعيشون في بيئات حضرية عن حصولهم على دعم أكبر.
يُعد هذا الأمر مقلقًا خاصةً بالنسبة لكبار السن من الصم الذين يعانون من معدلات أمية صحية أقل، ولا سيما أولئك المعزولين والذين يتقنون اللغة الألمانية بدرجة تكفي لقراءة الشفاه.
بشكل عام، وُجد أن الصحف والمجلات والإنترنت والتلفزيون هي المصادر الرئيسية المستخدمة للحصول على المعلومات الصحية. ومع ذلك، وبسبب معدلات الأمية الصحية التي تم ذكرها سابقًا، لم يكن المحتوى المكتوب دائمًا مفهوماً بالكامل. من المرجح أن تُشارك المعلومات بين أعضاء المجتمع، إلا أن هناك قلقًا كبيرًا بشأن نقص المعلومات في بعض الفئات الديموغرافية.
وعلى المدى المستقبلي، تبين أن "كسر الحلقة المفرغة من خلال تجارب تواصل إيجابية، مثل توفر مترجمي لغة الإشارة، وتوفير الوقت لفهم مخاوف المرضى الصم، وتدريب المهنيين الصحيين على رعاية والتواصل مع المرضى الصم، وزيادة الوعي بحقوق الأشخاص الصم، يمكن أن يزيد من رضا المرضى الصم ويعزز ثقتهم في النظام الطبي. علاوة على ذلك، يمكن أن تُسهم الابتكارات التكنولوجية التي تتيح إجراء المكالمات الطارئة بلغة الإشارة أو مكالمات الفيديو مع مترجمي لغة الإشارة أثناء الاستشارات الطبية غير المجدولة في زيادة الرضا وخلق دعم طبي أكثر شمولية وسهولة وصول".

### الفجوات الصحية (التفاوتات الصحية)
تُعتبر الرعاية الصحية الوقائية عادة الخط الدفاعي الأول لمعظم الأمراض التي يمكن الوقاية منها وعلاجها. ومع ذلك، وُجد أن استخدام خدمات الرعاية الصحية الوقائية بين مجتمع الصم وضعاف السمع أقل بشكل عام، مما يؤدي إلى فترات علاج أطول في العيادات الخارجية والمستشفيات.
كما ذُكر سابقًا، يُعد كبار السن الذين يعانون من معدلات أمية صحية منخفضة أكثر عرضة لعدم الحصول على المساعدة المناسبة، وهم مجموعة ذات اهتمام خاص. وبما أنهم أقل احتمالًا لطلب الرعاية الوقائية، فإن كبار الرجال الذين يعانون من معدلات أمية صحية منخفضة، والذين هم بالفعل في خطر، يصبحون أكثر عرضة للإصابة بأمراض مزمنة مثل أمراض القلب التاجية والسكري.
أما بالنسبة للصحة النفسية، فقد أُجريت دراسة شملت ثلاث مجموعات متساوية العدد: مجموعة من الصم المصابين باضطرابات نفسية مشخصة، ومجموعة من الأشخاص السامعين المصابين باضطرابات نفسية مشخصة، ومجموعة من الأشخاص السامعين غير المصابين باضطرابات سمعية.
وُجد أن المجموعتين السامعتين لم تُظهران فروقًا ملحوظة كبيرة، وتم تصنيفهما كمجموعة ضابطة، بينما كانت مجموعة الصم المصابين بالاضطرابات النفسية تعاني من معدلات أعلى بشكل كبير في مجالات مختلفة. على سبيل المثال، أبلغ المشاركون في هذه المجموعة عن جودة حياة أقل، ومعاناة أكبر من أعراض نفسية جسدية، وظهور سمات شخصية أكثر وضوحًا.